# イクティノス
イクティノス（古代ギリシア語: Ἰκτῖνος、ラテン語: Ictinus）は、紀元前5世紀中ごろに活躍した建築家。古代の文献によれば、カリクラテスと共にパルテノン神殿の建設を指揮した。
パウサニアスはバッサイのアポロ・エピクリオス神殿の建設もイクティノスが行ったとしている。この神殿は外周がドーリア式、内側がイオニア式で、さらに既知の建築の中では初めてコリント式を内陣の後部中央に使っている。文献によれば、イクティノスはエレウシスのテレステリオン（エレウシスの秘儀に使われた巨大ホール）の建築家とされている。
ドミニク・アングルはイクティノスと詩人ピンダロスの2人を一枚の絵に描いている。「ピンダロスとイクティノス (Pindar and Ictinus)」と題したその絵はロンドンのナショナル・ギャラリーに展示されている。